# Паттерсон, Роберт Маскелл
Роберт Маскелл Паттерсон (англ. Robert Maskell Patterson, 1787—1854) — профессор математики, химии и натурфилософии в Пенсильванском университете (1812—1828) и профессор натурфилософии в Виргинском университете (1828—1835), директор Монетного двора США (1835—1851). В своей научной и профессиональной деятельности он пошёл по стопам своего отца, Роберта Паттерсона, который также был профессором в Пенсильванском университете и который тоже занимал пост директора Монетного двора США с 1805 по 1824 год. Его матерью была Эми Хантер Юинг, и он был одним из восьми детей от этого брака. Роберт Паттерсон-младший был избран членом Американского философского общества в 1809 году и со временем стал вице-президентом общества (его отец был избран в 1783 году) и (опять же, как и его отец) интересовался главным образом астрономией и геофизикой. В 1836 году он попросил комитет общества написать краткий отчёт о рекомендациях для астрономических и физических наблюдений, осуществляемых United States Exploring Expedition, которая отправилась в плавание в 1838 году.

## Криптология
Паттерсон интересовался шифрованием и регулярно обменивался зашифрованной перепиской с Томасом Джефферсоном. Один из шифров Паттерсона, включённый в письмо Джефферсону, датированное 19 декабря 1801 года, был расшифрован только в 2007 году (более чем через 200 лет) американским математиком и криптографом Лоуреном Смитлайном. Шифр состоит из 7 пар цифр и декодируется расшифровкой 7 блоков во времени. Зашифрована была Декларация независимости США, основным автором который был Джефферсон. Паттерсон назвал его «идеальным шифром», и Джефферсон поднял вопрос о принятии его для правительственного использования.